# Hypolimnas fraterna
Hypolimnas fraterna är en fjärilsart som beskrevs av Wallace 1869. Hypolimnas fraterna ingår i släktet Hypolimnas och familjen praktfjärilar. Inga underarter finns listade i Catalogue of Life.